# Мрачни господар сита
Мрачни господар Сита је титула у измишљеном универзуму Звезданих ратова.
Мрачни господар Сита или мрачна господарица Сита је титула коју узима вођа реда Сита. Мрачни господари Сита су познати као вође свог реда и најмоћнији Ситови свог времена. До владавине лорда Каана, када је ова титула додељена свим водећим Сит лордовима Братства мрака, могао је да постоји само један мрачни господар Сита. Након коначног уништења Ситова током битке за Руусан, мрачни ред је обновљен од стране Дарт Бејна. Бејн је увео „Правило двојства“ које каже да ни у једном тренутку број Ситова не сме бити више од два: господар и ученик. Упркос њиховој разлици у моћи, чину и умећу, оба су носили титулу „мрачни господар Сита“.

## Мрачни господари Сита у приближном хронолошком поретку
Имена са ове листе припадају мрачним господарима који су били познати јавности. Било је много осталих који су остајали у сенци и држали се подаље од јавних наступа, чекајући погодно време и шансу да кују планове против Џедаја и Галактичке Републике.
За остале ниже рангиране господаре Сита, молимо прочитајте чланак Сити.

### Од Стогодишњег Мрака до Каановог уздизања
- Аџанта Пол
- Датка Грауш
- Адас
- Тулак Хорд
- Дарт Андеду
- Марка Рагнос
- Нага Садоу
- Лудо Креш
- Фридон Нед
- Егзар Кун
- Дарт Реван
- Дарт Малак
- Дарт Руин
- Мрачни Андерлорд
- Белиа Дарзу
- Дарт Риван
- Каан

### Од Каановог уздизања до седме битке за Руусан
Од овог тренутка па на даље, традиција једног „мрачног господара Сита“ престаје, и већи број Ситова носи ту титулу, укључујући и њиховог воћу, лорда Каана.
- Каан
- Дарт Бејн
- Гитани
- Копекз
- Каокс Крул
- Кордис
- Севис Ваа

### Од седме битке за Руусан до времена после Галактичке Империје
На крају Нових ратова Сита, Дарт Бејн је успоставио нови ред Сита у ком у исто време могу највише постојати два Сита, господар и ученик. Обојица су носила титулу мрачног господара Сита.
- Дарт Бејн
- Дарт Зана
- Дарт Миленијал
- Дарт Плејгис
- Дарт Сидијус
- Дарт Мол
- Дарт Тиранус
- Дарт Вејдер
- Лумија (самопроглашена)
- Флинт
- Карнор Џекс
- Кип Дјурон (самопроглашен)